# Wasilij Proncziszczew
Wasilij Wasiljewicz Proncziszczew (ros. Василий Васильевич Прончищев, ur. 1702  – zm. 9 września 1736) – rosyjski podróżnik i badacz.
W 1718 Wasilij Proncziszczew ukończył Szkołę Nauk Matematycznych i Nawigacyjnych w Moskwie i został mianowany kadetem. W 1733 został awansowany na podporucznika i mianowany dowódcą jednej z jednostek Drugiej Wyprawy Kamczackiej, która miała za zadanie opisać brzegi Oceanu Arktycznego pomiędzy rzekami Leną i Jenisejem.
W 1735 Proncziszczew dotarł z Jakucka do Leny i, po jej przekroczeniu, zatrzymał się u ujścia Olenioka. W czasie wielu członków wyprawy zmarło na szkorbut. Pomimo problemów, w 1736 roku, osiągnął wschodni brzeg półwyspu Tajmyr, z tej samej przyczyny zmarł w drodze powrotnej razem z żoną, Marią.
Na jego cześć został nazwany, zbudowany w 1961 roku, lodołamacz Wasilij Proncziszczew, zaś imieniem jego żony nazwano zatokę.